# 城門水塘
城門水塘（英語：Shing Mun Reservoir）是香港新界西南部的一個水塘，位於荃灣區城門谷一帶（城門郊野公園），是首個可將儲水從新界輸往香港島使用的水塘。城門水塘之名原僅指於1937年落成的上城門水塘。「上城門水塘」之名是在1960年代才出現，以區別在原城門水塘下方的城門峽建造及於1965年落成的下城門水塘，自此城門水塘才有上城門水塘及下城門水塘之名區分兩者。一般而言「城門水塘」的名稱僅包括上城門水塘，而其下方的水塘則稱為下城門水塘，以避免位置表述的混淆。上城門水塘與下城門水塘位處於新界東與新界西的分界線上，上城門水塘在分界線以西（屬荃灣區），下城門水塘則在分界線以東（屬沙田區）。1990年通車的城門隧道貫穿孖指徑和針山，在上城門水塘及下城門水塘之間的城門峽建有一道高架橋將孖指徑隧道和針山隧道連通。

## 歷史
城門水塘為城門谷計劃一部份。計劃始於1923年，惟1939年完成第三期的部份後，日本入侵香港而擱置。
1923年展開第一期工程，目的為改引城門河水至九龍接收水塘，再經過濾分配至市區。於城門谷上游建臨時土壩、臨時水道至城門峽，及由城門峽建兩條輸水隧道及引水道至同期興建的九龍接收水塘。第一期工程還包括九龍副水塘、石梨貝濾水廠、石梨貝配水庫、琵琶山配水庫、動植物公園配水庫、首條維港下的海底水管等等，當時耗資413萬7千港元。
1933年展開第二期工程，狹義上城門水塘由時年開始建築。於城門峽築280呎高主壩、菠蘿凹築82呎高的菠蘿壩(原村民植有42英畝菠蘿得名）及30呎的草壩。由於進度理想，1935年9月2日主壩建到160呎左右，水塘就開始使用，當時港督修頓進行了啟用儀式。1937年1月30日水塘正式竣工落成，儲水量達30億加侖，為當時香港最大的儲水庫。第二期工程還包括石梨貝濾水廠加裝濾水器、第二條維港海底輸水管等等。城門水塘的食水成為第一個把所儲存的水由新界區輸往港島區使用的水塘。
興建主壩時，由於工程浩大。香港政府聘請工程顧問阿歷山大·賓尼及迪勤公司（Sir Alexander Binnie Son & Deacon）的技術人員及曾興建星洲山頂水塘的南洋工人一起參與興建，技術人員加工人人數多達約2,500人。由於工程複雜，加上當時未完全掌握使用新型「11炸藥」的技術，發生多宗引致傷亡的意外事件。在工程初期，由於環境及氣候因素，有不少工人感染瘧疾。幸得到香港大學醫學院協助防治，感染人數才顯著下降。
根據香港政府在1928年發表的《搬遷城門村落報告》，城門水塘於建造前有8條主要村落，稱「城門八村」，分別為城門老圍、白石窩、碑頭肚、石頭見、芙蓉山、南房肚、大碑瀝和張屋，共855人受影響，在興建主壩前其中有6條村共540人，連同村內廟宇及學校等搬到現時錦田的城門新村，其他搬到大埔泮涌、粉嶺和合石等不同的地方。
第三期工程包括延長引水道以收集大帽山南麓的山水及第三條海底輸水管等等。全部工程1939年完工，全三期計劃耗資950多萬港元。
位於針山以南的下城門水塘（Lower Shing Mun Reservoir）始建於1961年，於1965年開始供水，容水量429.9萬立方米，約為城門水塘三分之一，是船灣淡水湖供水計劃一部份，兩個水塘儲水量共1,758萬立方米。
城門水塘為醉酒灣防線的一部份，其中的城門棱堡更是利用城門水塘第三期工程作為掩飾秘密建造。在1941年12月香港保衛戰期間，成為駐港英軍與入侵香港的大日本帝國陸軍在新界區的主要戰場之一，目前在水塘附近的孖指徑仍有多個戰時遺址。

## 歷史建築

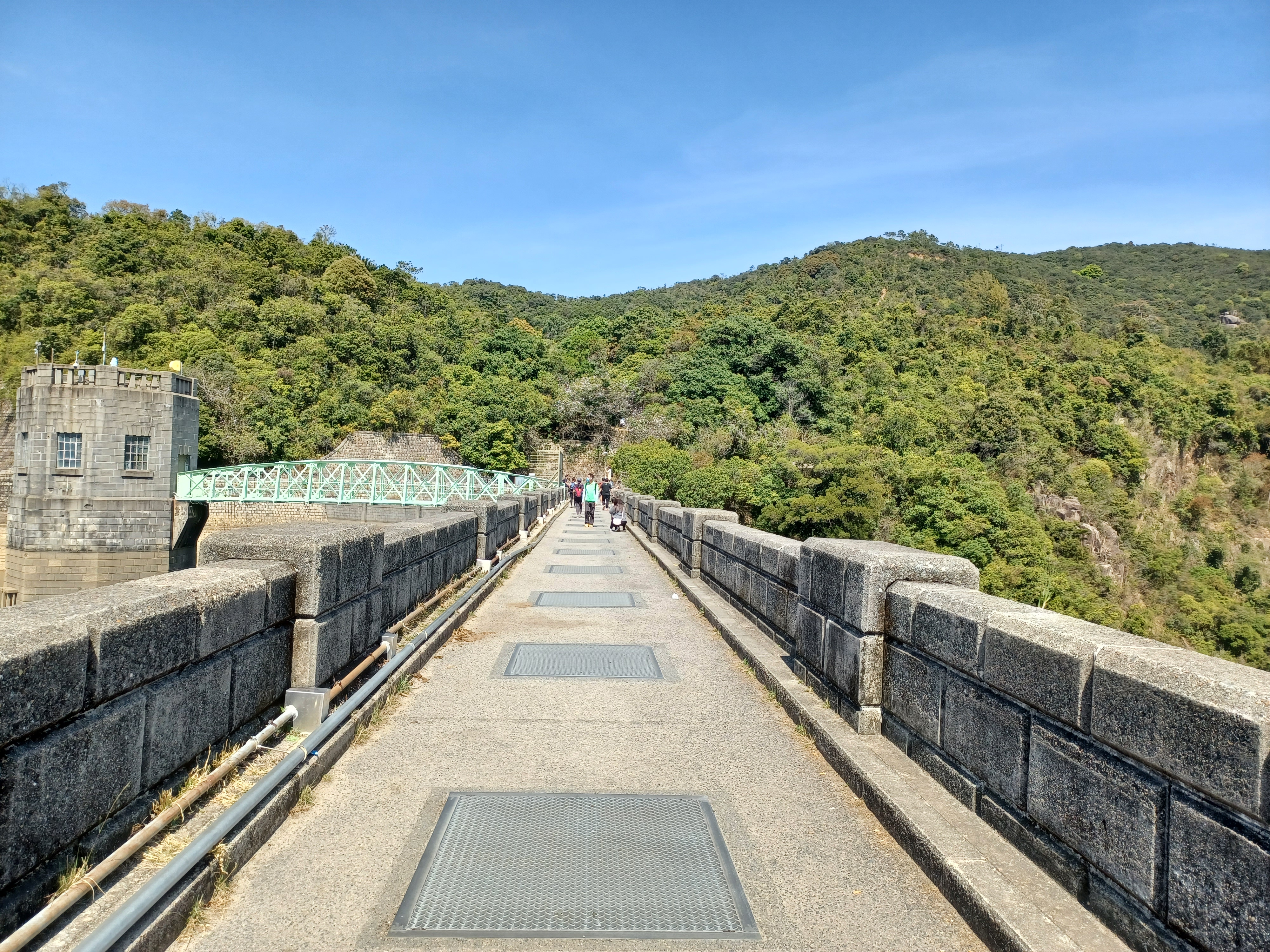
城門（銀禧）水塘主壩

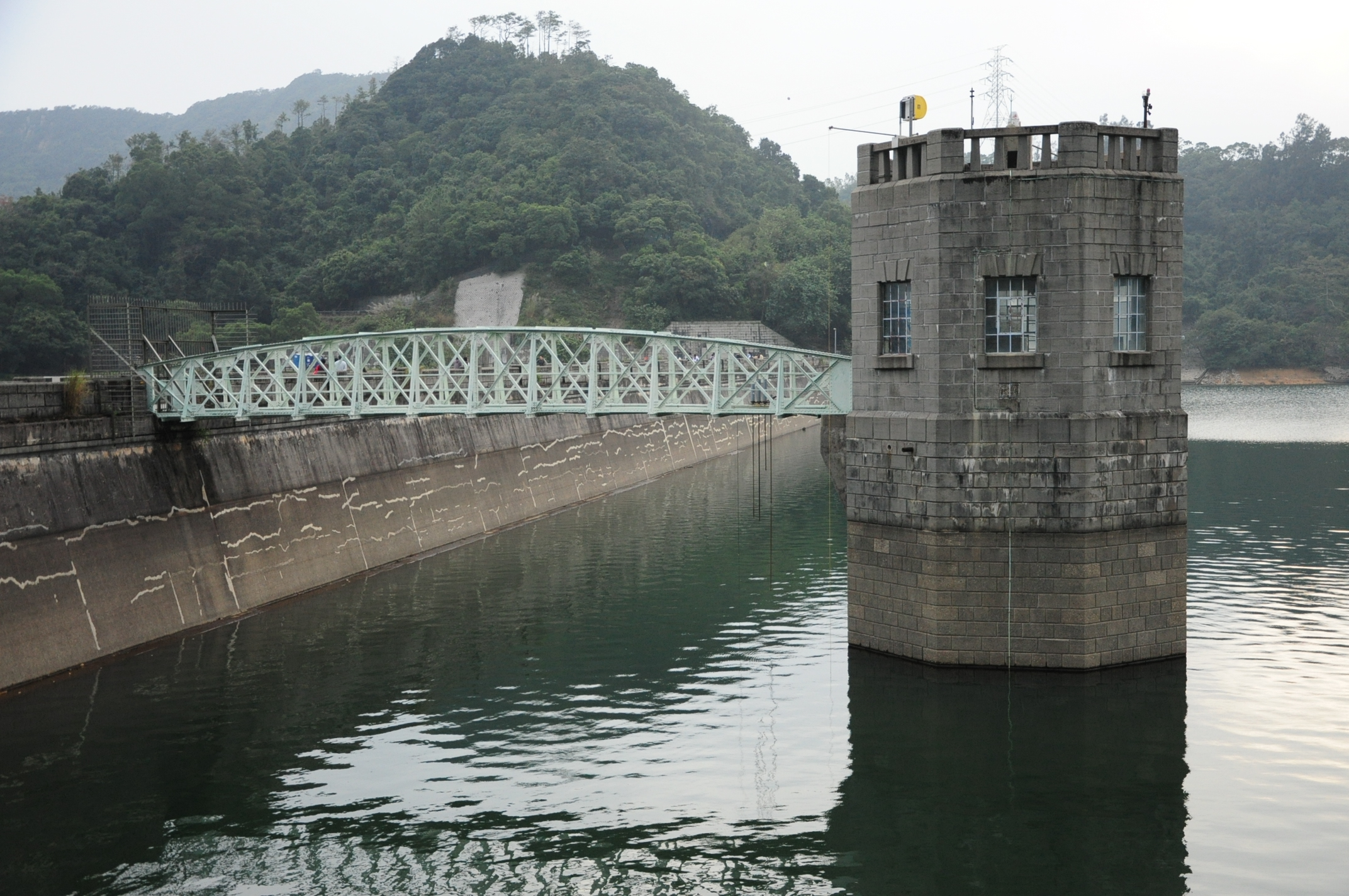
城門（銀禧）水塘鐵橋

城門水塘內有多座歷史建築，詳細資料列於下表（下城門水塘的歷史建築，請見下城門水塘歷史建築章節）：
| 名稱                       | 歷史評級     | 動工／落成年份 | 補充資料 |
| -------------------------- | ------------ | -------------- | --- |
| 城門（銀禧）水塘紀念碑     | 法定古蹟     | 1933年－1937年 | 最下方寫著「Nisi Dominus Frustra」的拉丁文，意思是「若不是上主，一切皆徒然」，出自《聖經》中的《詩篇》127篇第1節「若不是上主建造房屋，建造者的工作都是徒勞；若不是上主保護城池，守城者保持警覺也是徒然。」 |
| 城門（銀禧）水塘主壩       | 一級歷史建築 | 1933年－1937年 | |
| 城門（銀禧）水塘鐵橋       | 一級歷史建築 | 1933年－1937年 | |
| 城門（銀禧）水塘水掣房     | 一級歷史建築 | 1933年－1937年 | |
| 城門（銀禧）水塘鐘形溢流口 | 一級歷史建築 | 1933年－1937年 | |
| 城門棱堡                   | 二級歷史建築 | 1930年代中     | 軍事防衛設施，當年以城門水塘第三期工程爲名修建。 |

## 蝴蝶觀賞
據環保團體綠色力量調查，城門水塘獲市民選為「本港最佳的觀賞蝴蝶地點」。同時，該團體亦公布為期兩年的蝴蝶多樣性調查的結果，指出城門水塘能發現達120種蝴蝶，已佔去全港一半的蝴蝶品種，而其中包括全球最細小的鳳蝶──燕鳳蝶。

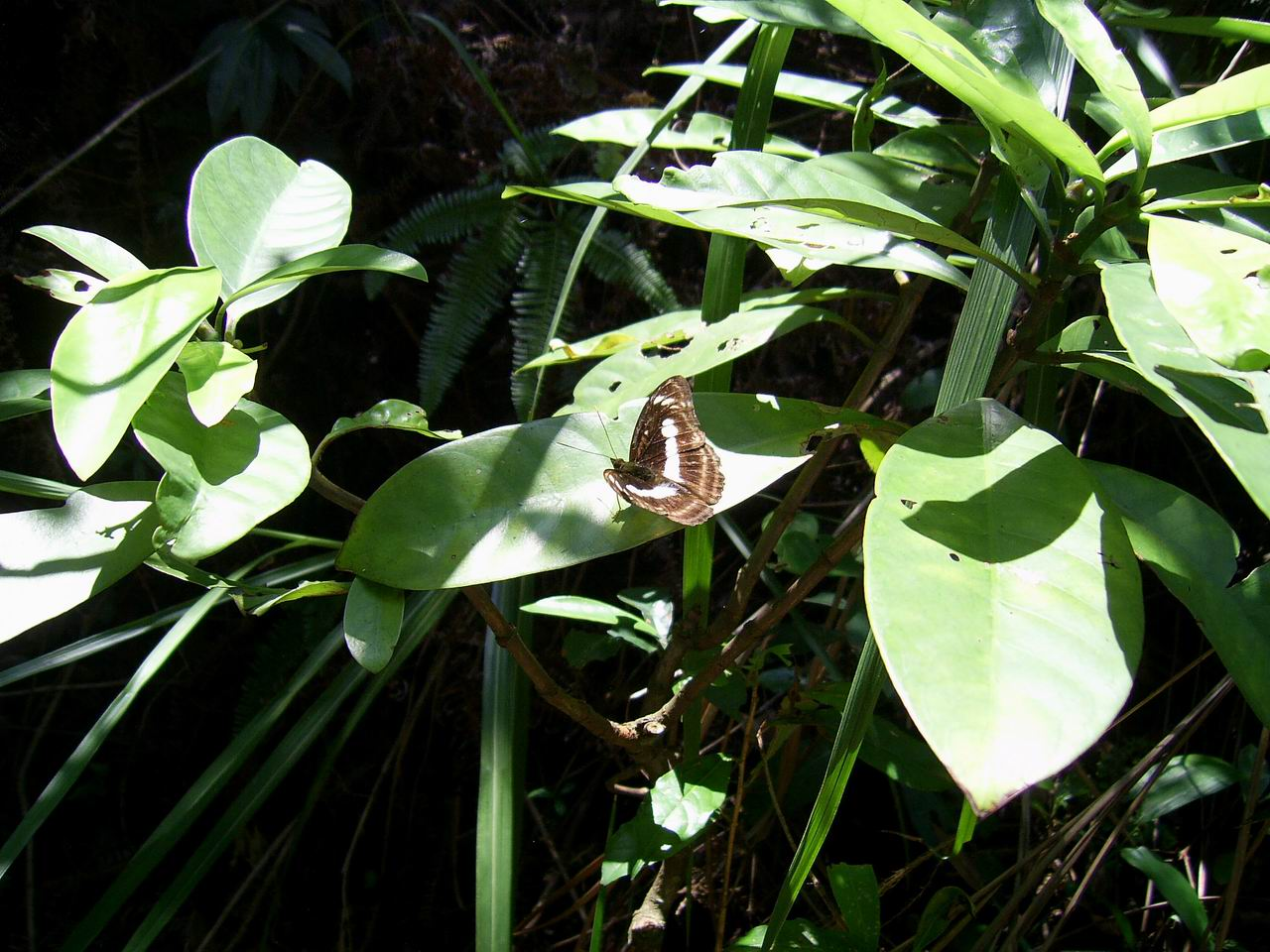
新月帶蛺蝶
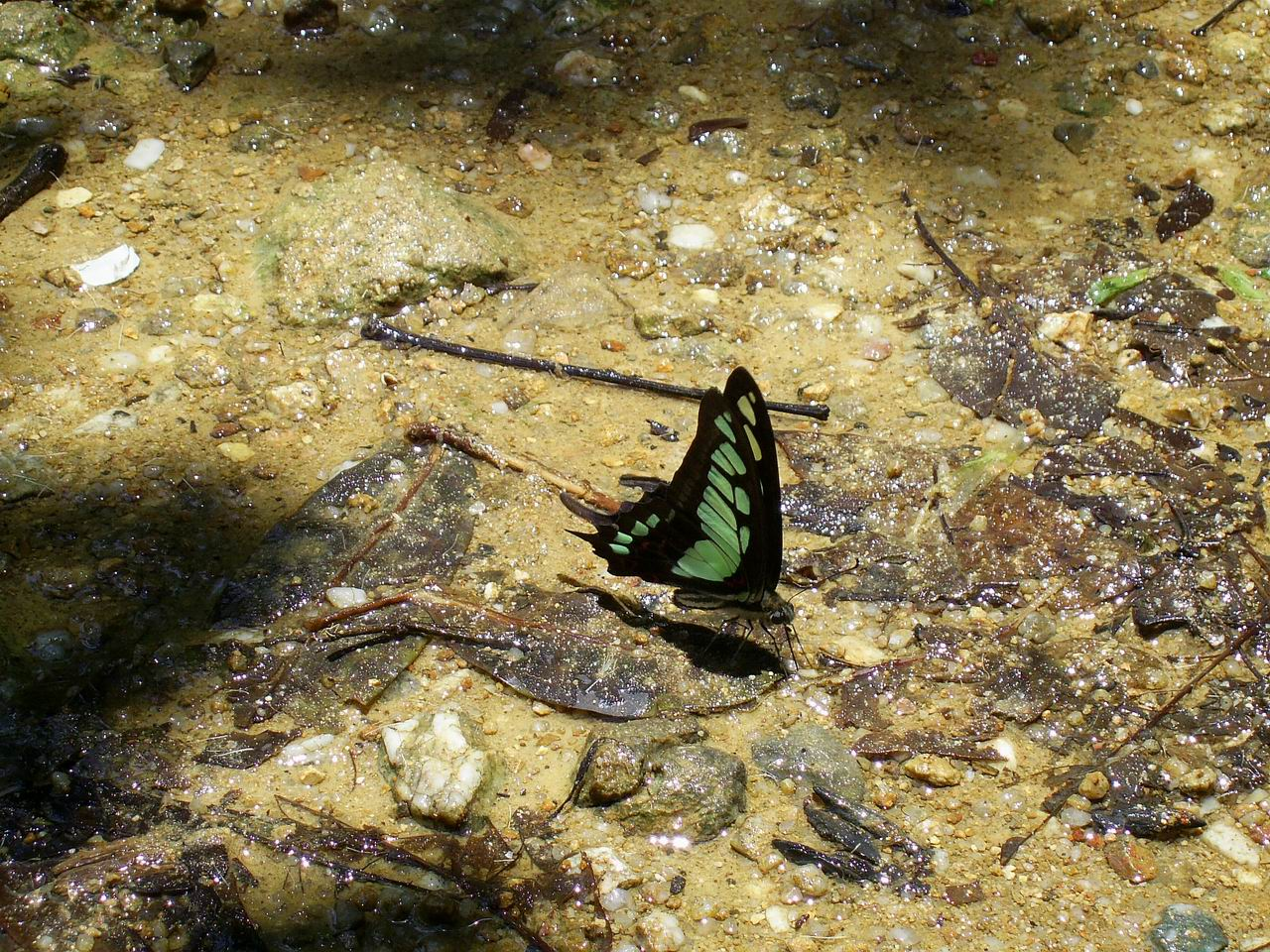
青鳳蝶

## 交通

#### 新界區專線小巴82線
- 荃灣（兆和街） ↔ 城門水塘

#### 新界區專線小巴94S線
- 荃灣（海貴路） ↔ 城門水塘

## 外部連結
- 水務署 > 教育 > 水務歷史 > 水務遺珍 > 城門水塘
- 大潭郊野公園
- 城門水塘 - 荃灣 Shing Mun Reservoir （页面存档备份，存于）
- 城門水塘的位置 （页面存档备份，存于）－利用中原地圖
- 城門水塘的位置－利用Google Maps
- Hong Kong Water Supply – Shing Mun First Section by Tymon Mellor, The Industrial History of Hong Kong Group （页面存档备份，存于）
- Hong Kong Water Supply – Shing Mun Reservoir by Tymon Mellor, The Industrial History of Hong Kong Group （页面存档备份，存于）